# Icaria Rupes
L'Icaria Rupes è una struttura geologica della superficie di Marte.